# Vermont (Town, Dane County)
Die Town of Vermont ist eine von 34 Towns im Dane County im US-amerikanischen Bundesstaat Wisconsin. Im Jahr 2010 hatte die Town of Vermont 819 Einwohner.
Town hat in Wisconsin eine grundlegend andere Bedeutung, als im übrigen englischsprachigen Bereich. Vielmehr entspricht sie den in den anderen US-Bundesstaaten üblichen Townships, die nach dem County die nächstkleinere Verwaltungseinheit bilden.
Das Gebiet der Town of Vermont ist Bestandteil der Metropolregion Madison.

## Geografie
Die Town of Cross Plains liegt im Süden Wisconsins, im westlichen Vorortbereich von dessen Hauptstadt Madison. Der am Mississippi gelegene Schnittpunkt der drei Bundesstaaten Wisconsin, Iowa und Minnesota liegt rund 150 km westnordwestlich; nach Illinois sind es rund 75 km in südlicher Richtung.
Die Koordinaten des geografischen Zentrums der Town of Vermont sind 43°04′30″ nördlicher Breite und 89°47′30″ westlicher Länge. Sie erstreckt sich über eine Fläche von 92,6 km².  
Die Town of Vermont liegt im Westen des Dane County und grenzt an folgende Nachbartowns:
| Town of Arena (Iowa County)   | Town of Black Earth                         | Town of Berry        |
|                               | Kompassrose, die auf Nachbargemeinden zeigt | Town of Cross Plains |
| Town of Brigham (Iowa County) | Town of Blue Mounds                         | Town of Springdale   |

## Verkehr
Der Wisconsin State Highway 78 verläuft in Nord-Süd-Richtung durch den Osten der Town of Vermont. Daneben führen noch die County Highways F, J und JJ durch die Town. Alle weiteren Straßen sind untergeordnete Landstraßen sowie teils unbefestigte Fahrwege.
Der nächste Flughafen ist der Dane County Regional Airport in Wisconsins Hauptstadt Madison (rund 45 km östlich).

## Bevölkerung
Nach der Volkszählung im Jahr 2010 lebten in der Town of Vermont 819 Menschen in 325 Haushalten. Die Bevölkerungsdichte betrug 8,8 Einwohner pro Quadratkilometer. In den 325 Haushalten lebten statistisch je 2,52 Personen. 
Ethnisch betrachtet setzte sich die Bevölkerung zusammen aus 98,4 Prozent Weißen, 0,1 Prozent Afroamerikanern, 0,4 Prozent Asiaten sowie 0,1 Prozent aus anderen ethnischen Gruppen; 1,0 Prozent stammten von zwei oder mehr Ethnien ab. Unabhängig von der ethnischen Zugehörigkeit waren 0,7 Prozent der Bevölkerung spanischer oder lateinamerikanischer Abstammung. 
20,3 Prozent der Bevölkerung waren unter 18 Jahre alt, 66,8 Prozent waren zwischen 18 und 64 und 12,9 Prozent waren 65 Jahre oder älter. 49,8 Prozent der Bevölkerung war weiblich.
Das mittlere jährliche Einkommen eines Haushalts lag bei 68.594 USD. Das Pro-Kopf-Einkommen betrug 36.306 USD. 4,8 Prozent der Einwohner lebten unterhalb der Armutsgrenze.

## Ortschaften in der Town of Vermont
Neben Streubesiedlung existieren in der Town of Vermont folgende gemeindefreie Siedlungen:
- Elvers
- Vermont